# Married (serie de televisión)
Married es una serie de televisión de comedia estadounidense creada por Andrew Gurland, que se emitió en FX del 17 de julio de 2014 al 1 de octubre de 2015. La serie está protagonizada por Judy Greer, Nat Faxon, Jenny Slate y Brett Gelman. El 30 de septiembre de 2014, FX renovó Married para una segunda temporada de 13 episodios que se estrenó el 16 de julio de 2015. El 26 de octubre de 2015, FX canceló la serie después de dos temporadas y 23 episodios.
En Latinoamérica se estrenó el 21 de julio de 2015 en Fox Comedy.

## Premisa
La serie sigue a Russ y Lina Bowman, una pareja casada desde hace mucho tiempo que, cuando no están peleando por deudas, la crianza de sus hijos y su vida sexual en declive, se les recuerda que su estrecha amistad es lo que los unió en primer lugar. En contraste con el estilo de vida de los Bowman, están sus dos amigos cercanos: A.J., un divorciado rico pero inestable, y Jess, un espíritu libre que lucha por establecerse después de casarse con un hombre mayor.

## Reparto y personajes

### Principal
- Judy Greer como Lina Bowman
- Nat Faxon como Russ Bowman
- Jenny Slate como Jess (temporada 1, serie regular; temporada 2, recurrente)
- Brett Gelman como A.J.
- Sarah Burns como Abby (temporada 2)

### Periódico
- Raevan Lee Hanan como Ella Bowman
- Rachel Eggleston como Maya Bowman
- Skylar Gray como Frankie Bowman (temporadas 1-2)
- Georgia May Geare como Frankie Bowman (temporada 2)
- John Hodgman como Bernie
- Paul Reiser como Shep
- Regina Hall como Roxanne
- Kimiko Glenn como Miranda (temporada 2)

## Resumen de la serie
| Temporada | Temporada | Episodios | Emisión original    | Emisión original         |
| Temporada | Temporada | Episodios | Inicio              | Final                    |
| --------- | --------- | --------- | ------------------- | ------------------------ |
|           | 1         | 10        | 17 de julio de 2014 | 18 de septiembre de 2014 |
|           | 2         | 13        | 16 de julio de 2015 | 1 de octubre de 2015     |